# Балка Ближній Суходол
Балка Ближній Суходол — балка у Кремінському районі Луганської області. Права притока річки Красна (басейн Азовського моря).
Суходол — безводна (суха) долина, лощина або балка, без явно вираженого русла. Довжина балки 10,9 км. Бере свій початок на південно-східній стороні від села Залиман. Тече на південь і впадає у річку Красну, ліву притоку Сіверського Дінця, біля села Голикове. Майже вся балка розорена під господарські угіддя. Через балку проходить обласна автомобільна дорога О130505.